# Mukkaperänjärvi
Mukkaperänjärvi är en sjö i Kiruna kommun i Lappland och ingår i Torneälvens huvudavrinningsområde. Sjön har en area på 0,244 kvadratkilometer och ligger 384,2 meter över havet. Mukkaperänjärvi ligger i Torneträsk-Soppero fjällurskog Natura 2000-område.